# Anaphylatoxine
Anaphylatoxine sind Abbauprodukte des Immunsystems vielzelliger Tiere. Es sind Proteine, aktivierte Teilkomplexe des Komplementsystems, die bei akuten allergischen Reaktionen durch Auslösung des Mastzellen-Zerfalls Histamin freisetzen. Die Anaphylatoxine des Menschen sind die aus C3, C4 und C5 aktivierten Komponenten C3a, C4a und C5a.

## Physiologie
Anaphylatoxine bewirken 
- Spasmen glatter Muskelfasern, z. B. Bronchialspasmen
- Steigerung der Durchlässigkeit der Blutkapillaren durch Histaminfreisetzung aus Mastzellen (Histamineffekt)
- zunehmende Chemotaxis, also biochemisch ausgelöste Bewegungsreaktionen z. B. weißer Blutkörperchen